# Manaure (La Guajira)
Manaure – miasto w Kolumbii, w departamencie La Guajira.